# Valerij Klesjnjov
Valerij Vladimirovitj Klesjnjov (på russisk: Валерий Владимирович Клешнёв) (født 15. oktober 1958 i Leningrad) er en russisk tidligere roer.

## Rokarriere
Klesjnjov stillede op i dobbeltfirer for Sovjetunionen ved OL 1980 i Moskva sammen med Jurij Sjapotjka, Jevgenij Barbakov og Mykola Dovhan, og de blev nummer fire i indledende runde, hvilket betød, at de skulle i opsamlingsheat. Her vandt de sikkert og kom i finalen, hvor de ikke kunne følge med de østtyske storfavoritter, der dog ikke var helt så overbevisende som forventet. Den sovjetiske båd blev nummer to, mens Bulgarien tog bronzemedaljerne.
Klesjnjov vandt desuden en VM-bronzemedalje i dobbeltfirer i 1982.

## Videre karriere
Klesjnjov er uddannet sportsvidenskabsmand og har siden midten af 1980'erne arbejdet med udvikling og forskning i biomekanik i relation til roning i Rusland, Australien og Storbritannien. I 2009 grundlagde han firmaet BioRow i Storbritannien inden for dette område.

## OL-medaljer
- 1980:  Sølv i dobbeltfirer